# Pericoma satchell
Pericoma satchell és una espècie d'insecte dípter pertanyent a la família dels psicòdids que es troba a Austràlia: Nova Gal·les del Sud i el Territori de la Capital Australiana.